# 離開的人是你
〈離開的人是你〉，是美國歌手凱蒂·佩芮的一首歌曲，收錄于她的第3張錄音室專輯《花漾年華》中。這首歌曲由卢卡博士和马克斯·马丁共同製作，兩人亦和佩芮共同創作了歌曲。歌曲藉由電台司令的事跡和強尼·凱許與琼·卡特·卡什的關係表達了愛情的力量。
〈離開的人是你〉在《告示牌》百強單曲榜最高排位第3，使專輯《花漾年華》成為53年歷史上第7張含有至少6支排行前十的單曲的專輯。歌曲在美國的一些分榜單亦獲得了冠軍。
歌曲的音樂錄影帶由芙羅莉亞·西基斯蒙迪执导，于2011年11月首播。演員狄亞哥·盧納參與了影片的演出。2011年12月20日，歌曲發行了與B.o.B合作的官方混音版本。2012年1月16日，歌曲發行了純人聲演唱版本，該版本隨後收錄于《花漾年華》的改版專輯《花漾年華：甜心全記錄》。許多歌手曾翻唱過本歌曲，包括理查·马克斯與魔法少女席琳娜等。

## 音樂錄影帶

### 背景

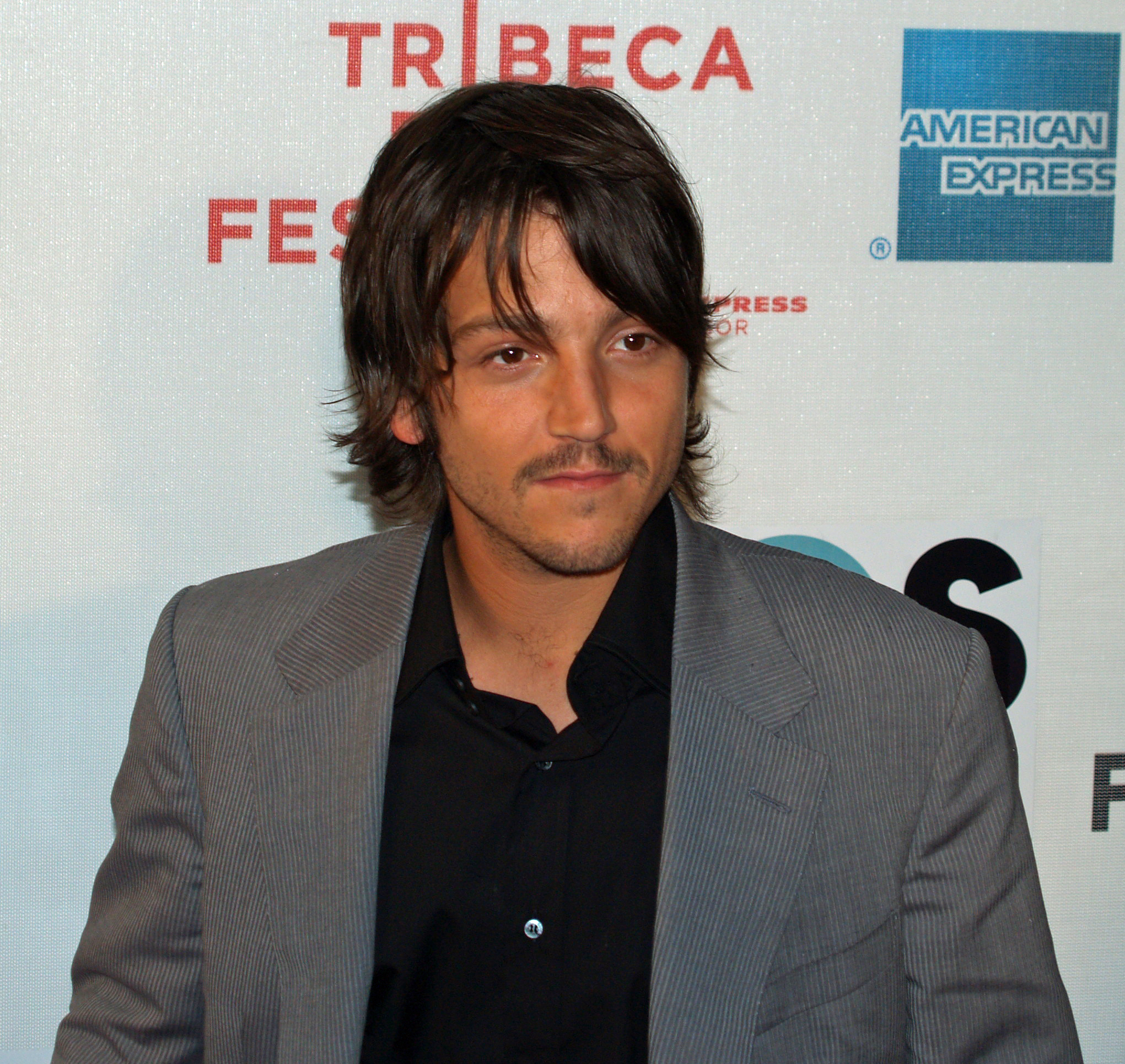
狄亞哥·盧納在影片中扮演女主角的男友。

歌曲的音樂錄影帶由芙羅莉亞·西基斯蒙迪执导，她也曾參與導演了《外星品種》音樂錄影帶。墨西哥演員狄亞哥·盧納扮演影片中女主角的男友。2011年9月30日，佩芮開始進行音樂錄影帶的拍攝，并于2011年10月2日完成了拍攝。在音樂錄影帶發佈之前，網路上曾上載過佩芮在音樂錄影帶中的老年形象。
2011年11月4日，影片發佈了官方預告片。史蒂薇·妮克丝為影片中年老時期的女主角配音，訴說了她對回到過去快樂時光的渴望。音樂錄影帶于2011年11月11日首播。當日也釋出了音樂錄影帶的官方加長版本，相較於原版增加了更多的細節。截至2016年1月，歌曲的音樂錄影帶在YouTube上已獲得超過3.6億觀看人次。

### 劇情

〈離開的人是你〉音樂錄影帶中凱蒂·佩芮扮演的女主角年老時的樣子。

2011年11月11日，歌曲的音樂錄影帶正式發布。歌曲的音樂錄像帶的開篇，佩芮扮演的一位年長的女性，即女主角在家中緩慢行走，她漫不經心地來到她的丈夫跟前，因為他們的婚姻並非出自真愛。女主角在泡咖啡之時，出於對現狀的不悅，她開始回憶起過去她與她的藝術家戀人在一起的快樂時光。歌曲聲響起後，畫面中出現了一位少女和她的男友在互畫對方的場景，隨後，他們一起參加派對，互相畫著愛的文身，十分幸福快樂。
隨後，畫面又回到了女主角年老時期上。女主角坐在豪華的臥室裡面，面帶傷感。隨後，她回憶起了當時的她和男友爭吵的畫面，爭吵當中的女主角非常生氣，甚至將紅色顏料潑到了男友剛完成好的畫作上，而男友一氣之下開車離開了她。隨後，年少的女主角和年長的女主角一起出現在年老的女主角的臥室唱歌，不久，年老的女主角開著與年輕時男友相同類型的車離開了家。
畫面又切回了過去。男友拿出了他頭頂的太陽帽找到了年輕時女主角與他參加派對時戴的面紗。他盯著面紗看了許久，打算與女主角和好。然而，他沒有注意到路上有一塊巨石，因此他因車禍身亡。年輕時的女主角知道這個消息後也近乎崩潰，歌曲聲隨著緊急剎車聲消失。
不久後，強尼·凱許翻唱版本的 "You Are My Sunshine"歌聲響起，年老的女主角開車來到了她男友失事的地方，倚靠在懸崖邊的欄杆上。幻境中，男友的靈魂出現了，兩人緊握著對方的雙手，手上的文身剛好拼成一對。強尼·凱許的音樂停止後，男友也隨之消失，女主角轉身，靜靜地離開了懸崖邊，整個音樂錄影帶結束。

### 評價
《告示牌》雜誌的吉利莲·梅普斯稱影片“布景優美”，并稱讚了劇情。《滾石》的一位編輯稱：“這是一首甜蜜歌曲的有趣的影片，然而過度處理的年老形象太不忍直視了”《娛樂周刊》的艾琳·斯特雷克將影片與1997年電影《鐵達尼號》與蕾哈娜的《找到愛》進行比較，指出這部影片比他想象的要“悲劇”得多。

### 《模擬市民3》版本
2012年1月17日，美商藝電宣佈將與佩芮合作宣傳他們的遊戲《模擬市民3：華麗舞台》，因此發行了《模擬市民3》版本的〈離開的人是你〉音樂錄影帶。影片中，一位女性模擬市民與戀人相愛并結婚。一天，男性模擬市民突然在浴室倒地不起，被緊急送往醫院后不治身亡。女性模擬市民參加了他的葬禮，十分傷心。突然，女性模擬市民轉為了另一個生命體，發現自己的戀人還活著，他們重聚并接吻。音樂錄影帶展示了《模擬市民3：華麗舞台》中的許多新物件，收錄于模擬市民3組合中的凱蒂·佩苪甜心包內。

## 榜單表現

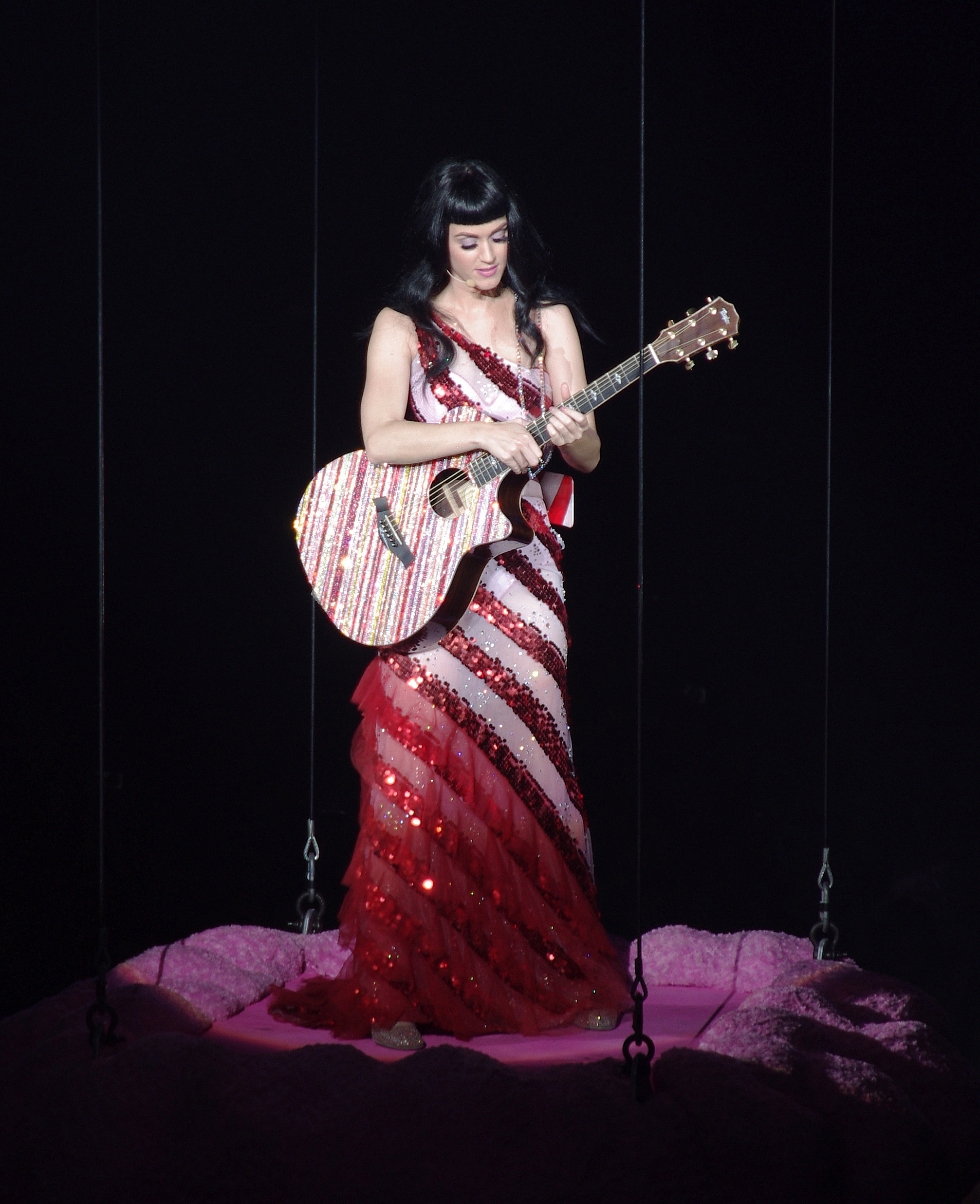
佩芮表演〈離開的人是你〉。

2011年10月16日，歌曲在美國《告示牌》百強單曲榜空降第94名。
在上榜第6周后，歌曲進入了榜單前十，使專輯《花漾年華》成為53年歷史上第7張含有至少6支排行前十的單曲的專輯。2011年12月24日，歌曲進入了單曲榜前五名，使《花漾年華》成為含有至少6支排行前五的單曲的專輯之一。
2011年12月31日，歌曲下降一名排位。2012年1月7日，由於與B.o.B.合作的混音版本的發行，歌曲獲得了榜單第3名。2012年1月14日，歌曲排位與上週持平。2012年1月21日，歌曲下降三個排位獲得了第6名，打破麥克·傑克森一專五冠的記錄可能性變小。2012年1月28日，歌曲再次與上週持平。2012年2月4日，歌曲重回榜單第5名。
2012年2月11日，歌曲排位下降至第9。2012年2月18日，歌曲排位跌出前十，下降至第14。次周，歌曲跌至第21名。出榜后成為《花漾年華》唯一未奪冠的單曲。截至2015年1月，歌曲在美國共獲得2,750,000份銷量。國際上，〈離開的人是你〉在澳大利亞空降第87名並最高排位第27名。在紐西蘭，歌曲空降第40名并最後取得了第12名的最高排位，在獲得7,500份銷量后被紐西蘭唱片業協會認證為金唱片。

## 曲目列表
| - 数字下载 1. "The One That Got Away" – 3:47 - 数字下载 – B.o.B客串版 1. "The One That Got Away" (featuring B.o.B) – 4:22 - 数字下载 – 无伴奏版 1. "The One That Got Away" (Acoustic version) – 4:18 | - 数字下载 – 混音EP 1. "The One That Got Away" (7th Heaven Club Mix) – 8:03 2. "The One That Got Away" (Mixin Marc & Tony Svejda Peak Hour Club Mix) – 5:44 3. "The One That Got Away" (R3hab Club Mix) – 5:49 4. "The One That Got Away" (Plastic Plates Club Mix) – 6:05 5. "The One That Got Away" (Tommie Sunshine & Disco Fries Club Mix) – 6:22 |

## 榜单
| 榜单（2011年-2012年）                              | 最高 排位 |
| -------------------------------------------------- | --------- |
| 澳大利亚（澳大利亚唱片业协会單曲榜）               | 27        |
| 奥地利（Ö3四十强单曲榜）                           | 19        |
| 比利时佛兰德（Ultratop五十强单曲榜）               | 33        |
| 比利时瓦隆（Ultratop五十强单曲榜）                 | 44        |
| 巴西（《公告牌》Brasil Hot 100）                   | 27        |
| 巴西（《公告牌》Brasil Hot Pop Songs）             | 10        |
| 加拿大（Canadian Hot 100）                         | 2         |
| 独联体（Tophit独联体电台榜）                       | 45        |
| 捷克（電台百強單曲榜）                             | 47        |
| 法国（法國唱片出版業公會單曲榜）                   | 30        |
| 法国（法国唱片出版业公会电台榜）                   | 19        |
| 德国（德國官方單曲榜）                             | 34        |
| 匈牙利（四十强电台榜）                             | 3         |
| 冰岛（Plötutíðindi单曲榜）                         | 16        |
| 愛爾蘭（愛爾蘭唱片音樂協會单曲榜）                 | 13        |
| 意大利（意大利音乐产业联盟单曲榜）                 | 39        |
| 日本（Japan Hot 100）                              | 62        |
| 墨西哥（拉美監控英语榜）                           | 8         |
| 墨西哥（《告示牌》Mexican Airplay）                | 23        |
| 荷兰（荷蘭四十強單曲榜）                           | 21        |
| 荷兰（百强单曲榜）                                 | 66        |
| 新西兰（新西兰唱片音乐协会单曲榜）                 | 12        |
| 罗马尼亚（罗马尼亚百大单曲榜）                     | 75        |
| 俄罗斯（TopHit俄罗斯电台榜）                       | 47        |
| 蘇格蘭（官方榜单公司單曲榜）                       | 17        |
| 斯洛伐克（電台百強單曲榜）                         | 7         |
| 韩国（Gaon国际下载榜）                             | 2         |
| 西班牙（西班牙音樂製作協會）                       | 42        |
| 瑞士（瑞士热门音乐榜）                             | 33        |
| 土耳其（二十大冠军榜）                             | 17        |
| 英國（官方榜单公司單曲榜）                         | 18        |
| 乌克兰（TopHit乌克兰电台榜）                       | 20        |
| 美国（《告示牌》百大單曲榜）                       | 3         |
| 美國（《告示牌》成人當代單曲榜）                   | 5         |
| 美國（《告示牌》Adult Pop Airplay）                | 1         |
| 美国（《告示牌》Bubbling Under R&B/Hip-Hop Songs） | 7         |
| 美國（《告示牌》Dance Club Songs）                 | 1         |
| 美國（《告示牌》Dance/Mix Show Airplay）           | 2         |
| 美国（《告示牌》Dance Singles Sales）              | 2         |
| 美國（《告示牌》Latin Airplay）                    | 36        |
| 美國（《告示牌》Pop Airplay）                      | 1         |
| 美國（《告示牌》Rhythmic Songs）                   | 19        |
| 委内瑞拉（唱片报告委内瑞拉流行摇滚榜）             | 4         |

| 榜单（2012年）               | 最高 排位 |
| ---------------------------- | --------- |
| 乌克兰（TopHit乌克兰电台榜） | 23        |

| 榜单（2011年）             | 排位 |
| -------------------------- | ---- |
| 英国（官方榜单公司单曲榜） | 153  |

| 榜单（2012年）                           | 排位 |
| ---------------------------------------- | ---- |
| 加拿大（Canadian Hot 100）               | 20   |
| 法国（法国唱片出版业公会单曲榜）         | 154  |
| 匈牙利（四十强电台榜）                   | 56   |
| 英国（官方榜单公司单曲榜）               | 123  |
| 乌克兰（TopHit乌克兰电台榜）             | 55   |
| 美国（Billboard Hot 100）                | 41   |
| 美国（《公告牌》Adult Contemporary）     | 10   |
| 美国（《公告牌》Adult Top 40）           | 15   |
| 美国（《公告牌》Dance Club Songs）       | 21   |
| 美国（《公告牌》Dance/Mix Show Airplay） | 24   |
| 美国（《公告牌》Mainstream Top 40）      | 14   |
| 美国（《公告牌》Radio Songs）            | 20   |

## 销售认证
| 地區                                     | 认证    | 认证单位/销量 |
| ---------------------------------------- | ------- | ------------- |
| 澳大利亚（澳大利亚唱片业协会）           | 5× 白金 | 350,000‡      |
| 奥地利（國際唱片業協會奧地利分會）       | 白金    | 30,000*       |
| 巴西（巴西唱片業協會）                   | 3× 白金 | 180,000‡      |
| 加拿大（加拿大音乐协会）                 | 2× 白金 | 160,000*      |
| 丹麦（國際唱片業協會丹麥分會）           | 金      | 45,000‡       |
| 德国（聯邦音樂產業協會）                 | 金      | 150,000‡      |
| 意大利（意大利音乐产业联盟）             | 金      | 15,000‡       |
| 墨西哥（墨西哥音像製品協會）             | 金      | 30,000*       |
| 新西兰（新西兰唱片音乐协会）             | 金      | 7,500*        |
| 韩国                                     | —       | 285,939       |
| 西班牙（西班牙音樂製作協會）             | 白金    | 60,000‡       |
| 英国（英国唱片业协会）                   | 2× 白金 | 1,200,000‡    |
| 美国（美國唱片業協會）                   | 5× 白金 | 5,000,000‡    |
| *僅含認證的實際銷量 ‡僅含認證的+實際銷量 |         |               |

## 發行歷史
| 地区   | 日期           | 形式                                           | 版本            | 厂牌       | 来源    |
| ------ | -------------- | ---------------------------------------------- | --------------- | ---------- | ------- |
| 法国   | 2011年9月30日  | 电台播放                                       | 原版            | 环球       | [ 106 ] |
| 美国   | 2011年10月11日 | 當代流行電台 当代节奏电台 （ 英语 ： rhythmic contemporary）        | 原版            | 国会       | [ 107 ] |
| 意大利 | 2011年10月28日 | 电台播放                                       | 原版            | EMI 宝丽多 | [ 108 ] |
| 美国   | 2011年10月31日 | 成人当代电台 热门成人当代电台 现代成人当代电台 | 原版            | 国会       | [ 109 ] |
| 多地   | 2011年12月2日  | 数字下载                                       | 混音版本        | 国会       | [ 110 ] |
| 美国   | 2011年12月15日 | 当代流行电台 当代节奏电台                      | B.o.B客串混音版 | 国会       | [ 111 ] |
| 多地   | 2011年12月20日 | 数字下载                                       | B.o.B客串混音版 | 国会       | [ 112 ] |
| 多地   | 2012年1月16日  | 数字下载                                       | 无伴奏版        | 国会       | [ 113 ] |